# Старт (спорт)
Старт (англ. start — буквально — начало) — у спортсменов начало состязания, и начальный пункт дистанции в спортивных состязаниях, в которых данная дистанция проходится на скорость (бег, ходьба, лыжные, вело-, авто-, мотогонки, плавание, гребля, горнолыжный, конькобежный, конный, парусный спорт и другого). 

## История
С течением развития цивилизаций возник спорт, и для провидения его мероприятий потребовалось создание определённых правил, в том числе и с началом состязаний атлетов нужен старт — начало состязания, — определяемый местом и временем. Так место старта, чаще всего, обозначается линией или плоскостью. Ранее и сейчас в некоторых видах гонки стартер дает знак к началу бега (движения) опусканием флага (выстрелом, например из стартового пистолета). Гладким или хорошим оказывается старт в том случае, если по опускании флага все люди, лошади или технические средства (суда, машины и так далее) трогаются одновременно (другими словами, нет ложного старта (фальстарт)), так что не требуется повторения. А при регатах линия старта есть идеальная линия между буями или лодками или двумя точками на берегах, через которую должны пройти состязающиеся лодки или суда но знаку стартера. В пределах старта и финиша выявляется результат соревнования.

## Виды и типы старта
В спорте применяются следующие виды и типы старта:
- Раздельный старт
- Гандикап (спорт)
- Общий старт
- Массовый старт с рассеиванием
- Низкий старт
- Высокий старт
- Утренний старт
- Вечерний старт
- и так далее.

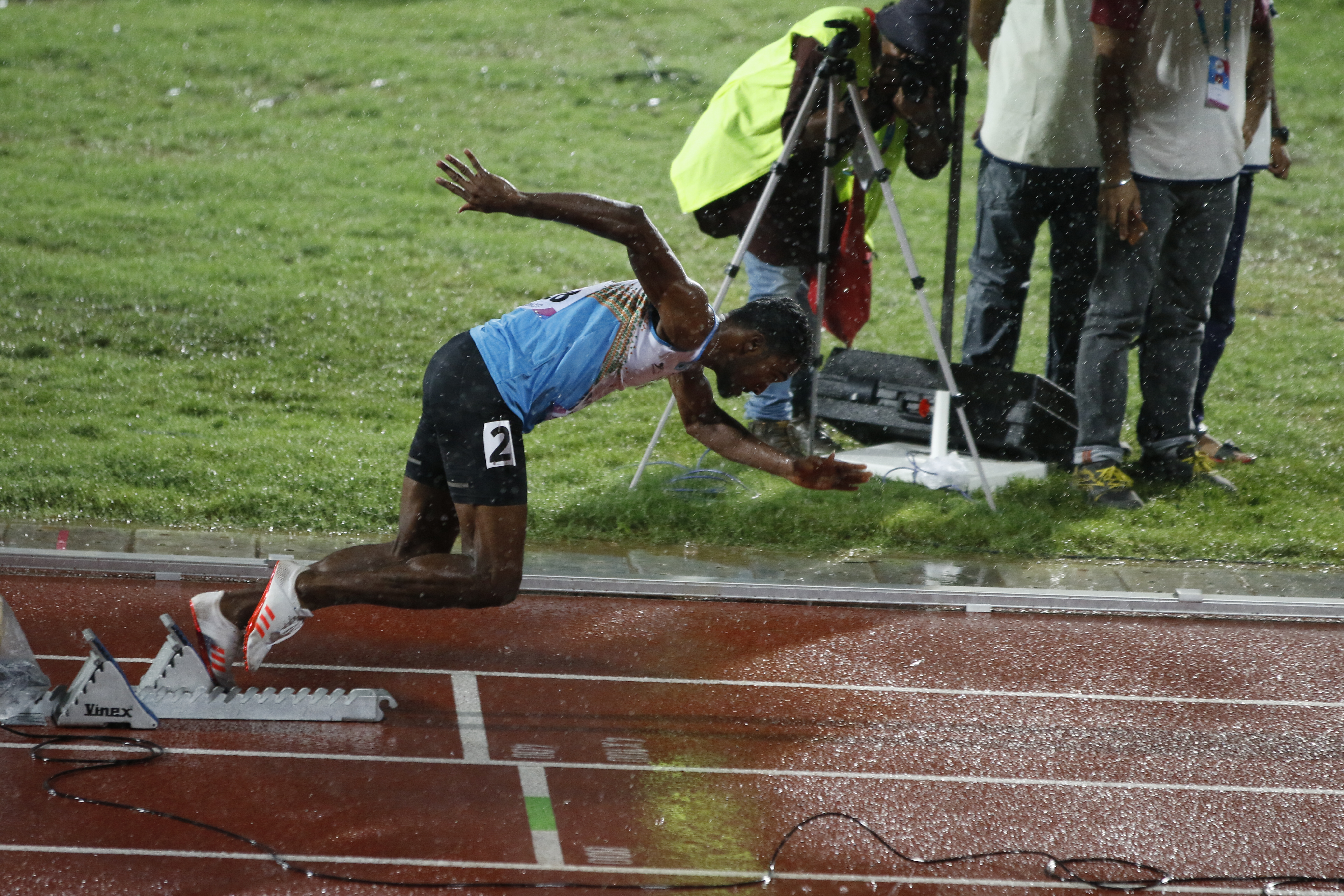
Низкий старт.
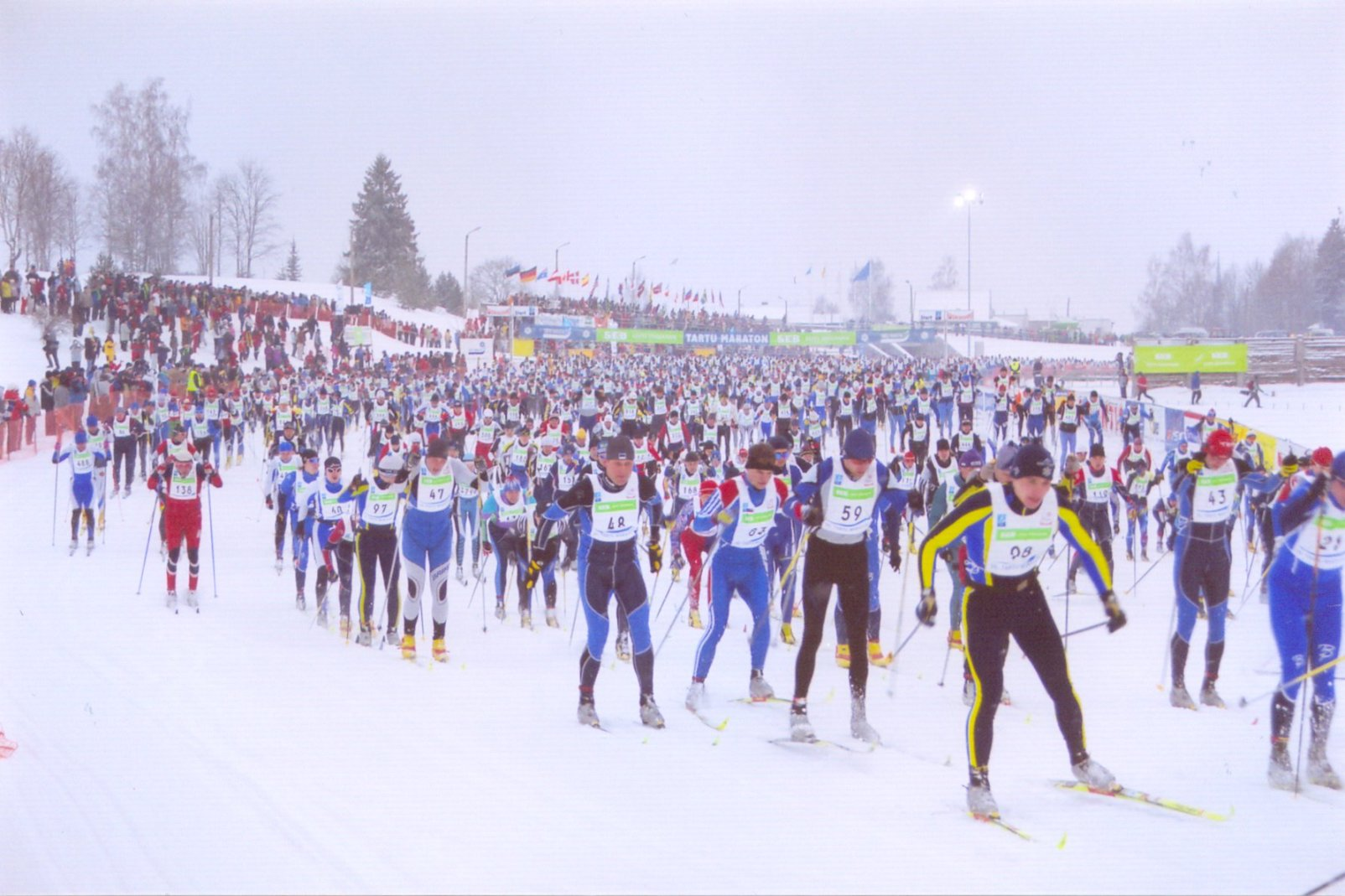
Общий (массовый) старт.